# B. P. O. E. Building

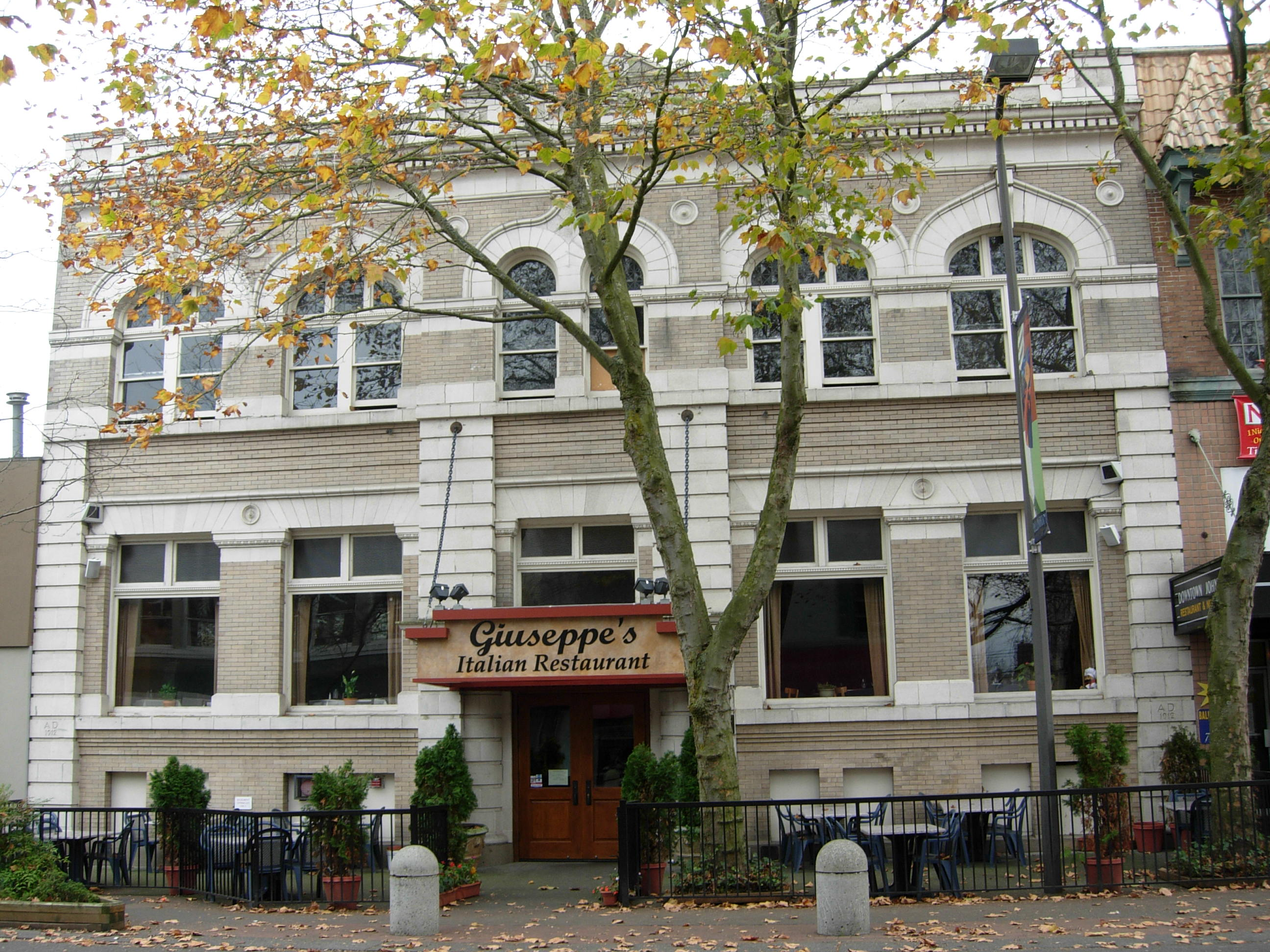
Nyní se v budově nachází italská restaurace.

B. P. O. E. Building (jinak známá také jako Jelení klub) je budova původně postavená pro bellinghamskou pobočku Benevolentního a ochranného řádu jelenů wapiti v roce 1912, během druhé periody velkého vzrůstu města Bellingham. Nachází se nedaleko federální budovy na Cornwall Avenue, která je historicky známá jako Dock Street. Řád pro ochranu jelenů wapiti se už nenachází v této budově, místo něj jí využívá italská restaurace. V roce 1992 byla budova přidána na Národní rejstřík historických míst.

## Historie
Část Benevolentního a ochranného řádu jelenů wapiti č. 542 Bellinghamův záliv zahájila svou činnost s dvaceti členy v únoru 1900. Členové se scházeli v zednářské hale na jižní straně města než se v roce 1906 přestěhovali do nového Ricova bloku vedle Beckova divadla na Dock Street (nyní Cornwall Avenue). V roce 1909 počet členů rapidně stoupl, a tak řád sháněl větší místnost a nakonec se rozhodl postavit si novou budovu, kterou začal stavět hned poté, co byly zpřístupněny dotace. Členové se také snažili získat pro stavbu ještě více peněz veřejnými ministrely. Místní noviny v té době informovaly, že budova bude mít přinejmenším tři patra, ale pravděpodobná jsou čtyři. Nakonec se ale řádu nepodařilo nashromáždit dostatečné množství peněz, a tak byl projekt o několik let opožděn.
V únoru 1912 řád zakoupil za 10 tisíc dolarů nový pozemek naproti nové federální budově na Dock Street a plánoval okamžitě zahájit stavbu nové klubovny. Místní architekt William Cox byl vybrán k navržení budovy, která měla mít osvětlený suterén s vysokým stropem, přízemí asi jeden a půl metru nad chodníkem a druhé podlaží pro obytné účely s devíti pokoji pro členy řádu. Suterén obsahoval velkou tělocvičnu a bowlingovou dráhu, navíc měly všechny místnosti stěny z tmavého mahagonu. Fasáda byla sestavena z krémových cihel a terakotových obrub. Markýza nad hlavním vchodem se skelným nápisem „Elks Club“ měla být originalitou budovy, ale brzy byla odstraněna. Cox navštívil ostatní klubovny řádu ve státě, aby se nechal inspirovat.
Na konci května 1912 Cox dokončil plánování a začal výběr stavební společnosti, který vyhrál H. Tweedy. Stavba začala na konci června 1912 a základní kámen byl položen na začátku září, kdy na oslavu dorazil také bývalý guvernér státu Albert E. Mead. Ceremoniál skončil tím, že hudební kvartet složený ze členů řádu předvedl starou píseň Auld Lang Syne. Na začátku roku 1913 byla budova dokončena a řád měl své první setkání v novém domě. Formálně byla budova otevřena na konci března 1913, kdy dorazilo mnoho členů řádu z celého státu.
V roce 1938 byl interiér budovy renovován a původní markýza byla nahrazena novou ve stylu art deco. Na konci čtyřicátých let vymizela ze suterénu bowlingová dráha a v šedesátých letech byla přesunuta kuchyně z patra do přízemí. V roce 1971 řád prodal budovu a přesunul se do menší klubovny na ulici Samish Way, nedaleko Interstate 5. Po krátké době, ve které budovu využívala Castle Restaurant, byla budova až do roku 1976 opuštěná. Od té doby ji využívalo již několik podniků, především restaurací.